# Thymoites ebus
Thymoites ebus là một loài nhện trong họ Theridiidae.
Loài này thuộc chi Thymoites. Thymoites ebus được Herbert Walter Levi miêu tả năm 1964.